# Akva Mega
Akva Mega är en kupolfilmsbiograf vid Pite havsbad. Filmsalen var en av huvudattraktionerna vid Akva Upplevelsecentrum som numera byggs om och kallas för Skeppet. Filmprojektorsystemet levererades av Megasystems USA kan visa filmer i 70 mm, 8 perf. storfilmsformat, eller 8/70. Filmkupolen är levererad av Spitz i USA och har en diameter om 18 meter. Filmsalen rymmer 192 sittplatser. I Sverige finns idag tre kupolbiografer, Akva Mega i Piteå, Cosmonova vid Naturhistoriska riksmuseet samt Kreanova vid Kreativum i Karlshamn. Se mer om bakgrunden till Akva Mega under projektet Akva Pite älvdal.